# Ivan Mazepa
|  | Per a altres significats, vegeu «Mazeppa». |

Ivan Stepànovitx Mazepa (ucraïnès: Іва́н Степа́нович Мазе́па, polonès: Jan Mazepa Kołodyński - 20 de març del 1639 - 2 d'octubre del 1709), fou un ataman cosac de l'hetmanat del marge esquerre d'Ucraïna, des del 1687 al 1708. Fou famós com a patró de les arts, i també tingué un paper important a la batalla de Poltava on després d'assabentar-se que Pere I de Rússia tenia intenció de rellevar-lo com a Ataman d'Ucraïna i substituir-lo per Aleksandr Ménxikov, desertà amb el seu exèrcit i s'uní a Carles XII de Suècia.
A causa d'això, l'Església Ortodoxa Russa llançà un anatema sobre el seu nom des d'inicis del xviii segle i es nega a renunciar-hi fins al dia d'avui. Tothom que s'oposava al govern rus al segle xvii a Ucraïna era anomenat despectivament Mazepintsi (mazepista). Similar patró pot ser observat a posteriori al llarg de la història amb altres sobrenoms com petliurovtsi i banderivtsi que s'associen amb els herois nacionals ucraïnesos. L'alienació de Mazepa dins la història ucraïnesa continuà durant el període soviètic així com en l'actualitat. Un exemple és la renúncia a aixecar un monument de Mazepa a Poltava prop de l'ajuntament el 2008 a favor del monument que glorifica la derrota de Mazepa a la batalla de Poltava.

## Infància
Mazepa va néixer probablement el 20 de març de 1639 a MazepIntsi, prop de Bila Tserkva, llavors una part de la Confederació de Polònia i Lituània, en una família ruteno-lituana noble. La seva mare fou Marina Mokievska, i el seu pare fou Stefan Adam Mazepa. Mokievska procedia d'una família d'un oficial cosac que va lluitar juntament amb Bohdan Khmelnitski. Va donar a llums dos infants - Ivan i Oleksandra. Stepan Mazepa era un ataman de Bila Tserkva (1654), representant cosac del rei de Rzeczpospolita, un podczaszy (coper) de Czernihów (actualment Txerníhiv) el 1662.
Se l'educà primer a l'Acadèmia Kíiv-Mohila, llavors en un col·legi jesuïta a Varsòvia. Com a patge, fou enviat a Deventer, (República Holandesa) a estudiar balística entre 1656-1659, un temps durant el qual Mazepa va viatjar a través d'Europa Occidental. Des de 1659 va servir a la cort del rei polonès, Joan II Casimir Vasa en nombroses missions diplomàtiques a Malopolska. El seu servei a la cort reial polonesa li va fer guanyar la reputació de ser un "liakh" catolitzat.
 un terme que fou posteriorment usat pel govern de la Rússia Imperial per desacreditar Mazepa. Durant aquest temps va sorgir la llegenda del seu afer amorós amb Madam Falbowska que va inspirar nombrosos romàntics europeus, entre els quals hi havia Franz Liszt, Victor Hugo, i molts d'altres.
El 1663 Mazepa retornà a casa mentre el seu pare queia malalt. Després de la mort del seu pare el 1665 heretava el títol de coper de Czernihów. Entre 1669-1673 Mazepa serví amb l'hetman Petrò Doroixenko com a comandant d'esquadró de la Guardia Hetmana, especialment el 1672 durant la campanya de Galítsia, i com a canceller en missions diplomàtiques a Polònia, Crimea, i l'Imperi Otomà. Entre 1674 i 1681 Mazepa serví com a "cortesà" del rival de Doroixenko el hetman Ivan Samoilòvitx després que fos pres com a ostatge en el camí a Crimea per l'ataman koixoví Ivan Sirkò el 1674. Entre 1677 i 16778 Mazepa participà en les campanyes de Txihirín durant les quals Iuri Khmelnitski amb el suport de l'Imperi Otomà intentava recobrar el poder a Ucraïna. Un jove i educat Mazepa ascendí ràpidament a les files cosaques i entre 1682 i 1686, serví com a general-iessaül.

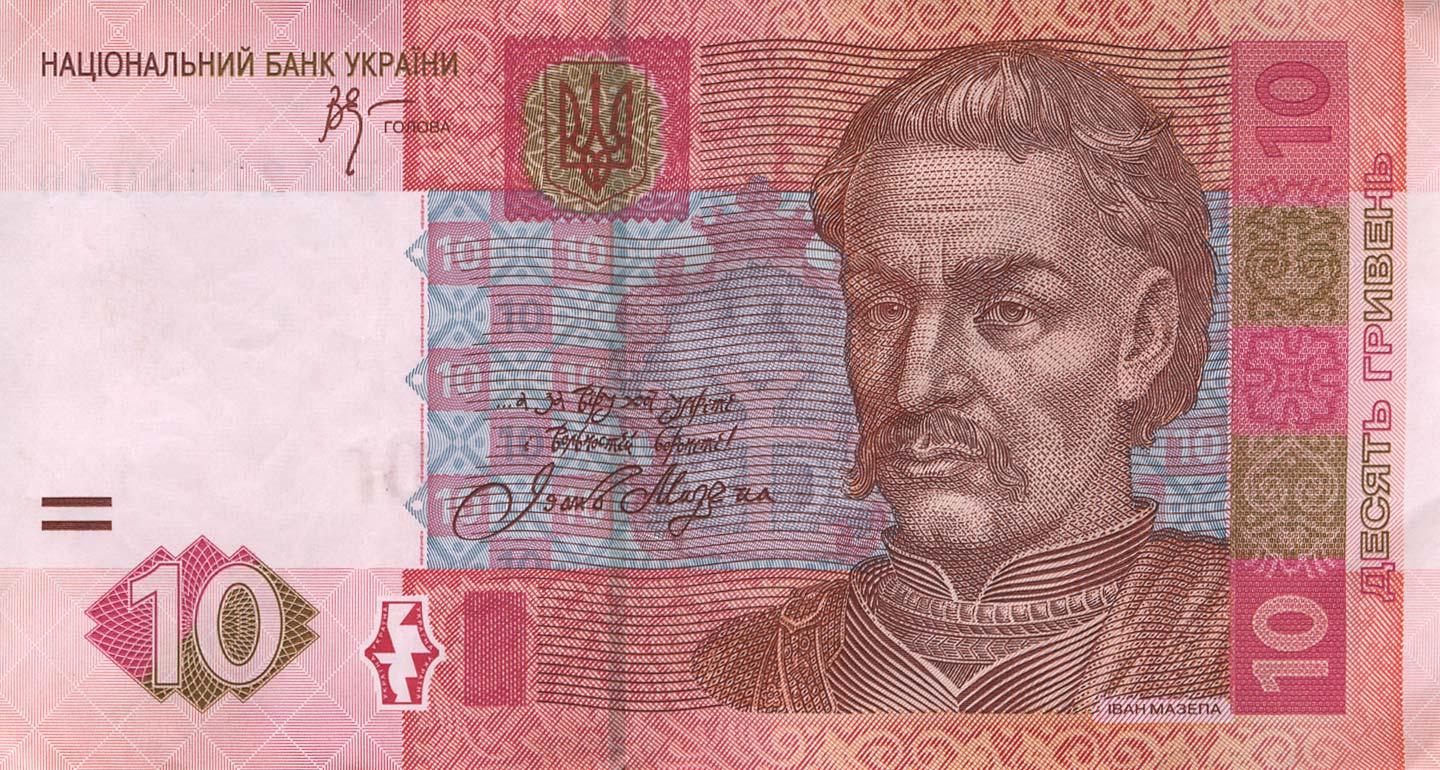
Bitllet de 10 hrívnies amb l'efígie d'Ivan Mazepa.

## Hetman
En 1687 Ivan Mazepa acusà Samoilòvitx de conspirar a favor de la secessió de Rússia, i fou elegit hetman del marge esquerre d'Ucraïna, amb el suport de Vassili Golitsin. Alhora Ivan Mazepa signà els Articles de Kolomak que es basaven en els Articles de Hlukhiv de Demiàn Mnohohrixni.
Gradualment, Mazepa acumulà una gran riquesa, i es convertí en un dels terratinents més grans d'Europa. Una multitud d'esglésies foren construïdes arreu d'Ucraïna durant el seu regnat seguint l'estil barroc ucraïnès. Expandí l'Acadèmia de Kíív-Mohila, el centre d'ensenyament primari d'Ucraïna a l'època, per acollir 2.000 estudiants, fundà escoles i impremtes.
El 1702, els cosacs del marge dret d'Ucraïna, sota la direcció de l'hetman Semén Palín, començaren una revolta contra Polònia, que després d'un seguit d'èxits inicials fracassà. Mazepa convencé el tsar rus, Pere I, de permetre-li intervenir, la qual cosa feu reeixidament, i prengué parts essencials del Marge Dret d'Ucraïna, mentre Polònia es trobava debilitada per la invasió del rei suec Carles XII.

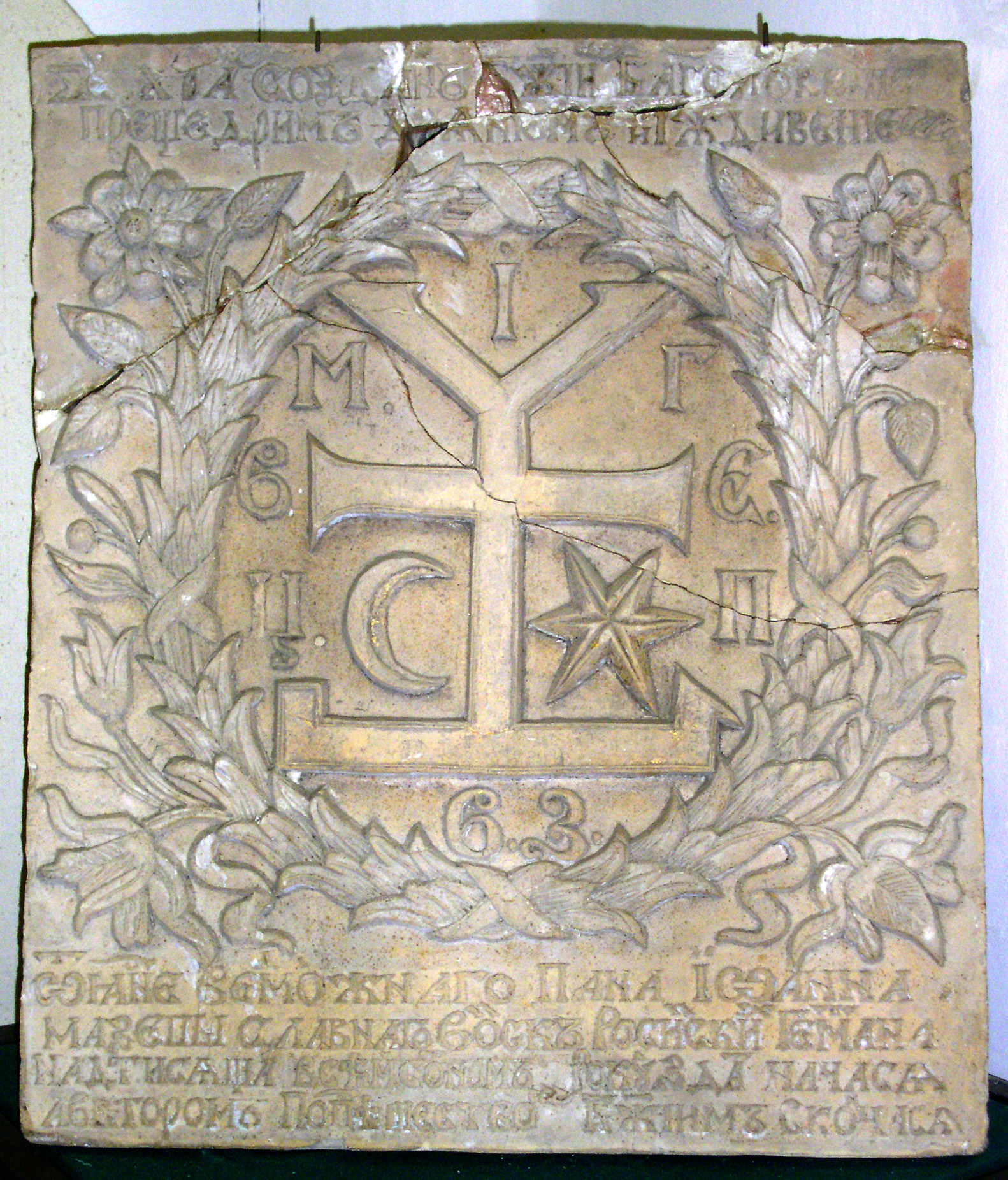
Una placa amb l'escut d'armes de l'hetman Ivan Mazepa.

### La Gran Guerra del Nord
Al començament del segle xviii, mentre l'Imperi Rus perdia territori significatius a la Gran Guerra del Nord, Pere I decidí reformar l'exèrcit rus i centralitzar el control el seu regne. En l'opinió de Mazepa, l'enfortiment del poder central de Rússia podria posar en perill l'àmplia autonomia concedida a l'hetmanat cosac, en virtut del Tractat de Pereiàslav el 1654. Intents d'afirmar que el control sobre els cosacs zaporoges incloïa demandes de fer-los lluitar en qualsevol de les guerres del tsar, en comptes de només defensar la seva pròpia terra d'enemics regionals com era establert en tractats previs. Ara les forces cosaques combateren en guerres distants a Livònia i Lituània, amb la qual cosa deixaren desprotegides les seves pròpies llars enfronts dels tàtars i polonesos. Mal proveïts i no adequadament preparats per lluitar seguint la tàctica dels exèrcits europeus moderns, els cosacs patien pèrdues importants i tenien la moral baixa, ja que els seus comandants eren russos i alemanys que no valoraven les seves vides o les seves habilitats militars específiques. La població d'Ucraïna havia de suportar la presència de l'exèrcit rus, que era acusat de comportament irrespectuós i del saqueig a les ciutats ucraïneses per on passava. L'hetman mateix començà a sentir que el seu càrrec estava amenaçat davant de crides creixents per substituir-lo per un dels molts generals de l'exèrcit rus.

### Canvi de bàndol

"Kurcz", escut d'armes de Mazepa-Koladin

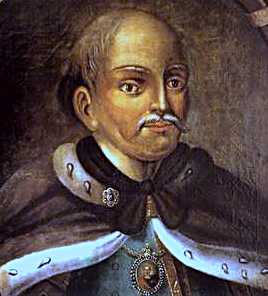
Ivan Skoropadski

L'últim episodi dins les tenses relacions entre el Tsar Pere i Mazepa fou la seva negativa a comprometre qualsevol força significativa per defensar Ucraïna del Rei polonès Estanislau Leszczynski, un aliat de Carles XII de Suècia, que amenaçava d'atacar l'Hetmanat cosac el 1708. Pere esperava que el rei Carles de Suècia l'ataqués i decidí que no podia allunyar forces del Bàltic. En opinió de Mazepa, això descaradament violava el Tractat de Pereiàslav, en tant que Rússia es negava a protegir el territori d'Ucraïna i es desvinculà de Rússia. Mentre els exèrcits suecs i polonesos avançaven cap a Ucraïna, Mazepa s'hi aliava el 28 d'octubre, de 1708. Tanmateix, només 3.000 cosacs seguiren el seu hetman, mentre la resta romania lleial al tsar. La crida de Mazepa a les armes es veié era més debilitada per la fidelitat de l'Església Ortodoxa Russa al tsar. En assabentar-se de la traïció de Mazepa, l'exèrcit rus saquejà i arrasà la capital de l'Hetmanat cosac Baturin, i matà majoria de la guarnició que la defensava i molta gent del poble. A l'exèrcit rus se li ordenà que lligués els cosacs morts a creus, i les deixessin flotant al Dniéper, de tal manera que arribessin a la mar Negra.
Aquells cosacs que no estaven amb Mazepa elegiren un nou hetman, Ivan Skoropadski, l'11 de novembre, 1708. La por de més represàlies i la sospita de l'aliança sueca amb Mazepa impediren a gran part de la població d'Ucraïna d'unir-se-li. Sorprenentment, l'únic suport significatiu que recollí fou el de la Sitx de Zaporíjia, la qual, tot i que en el passat havia tingut problemes amb l'hetman, considerava que ell la noblesa que representava eren un mal menor enfront del tsar. Els cosacs de Sitx pagaren molt car el seu suport a Mazepa, Pere I va ordenar que la Sitx fos eliminada el 1709 i va decretar que s'executés qualsevol cosac zaporoja actiu.

### Batalla decisiva

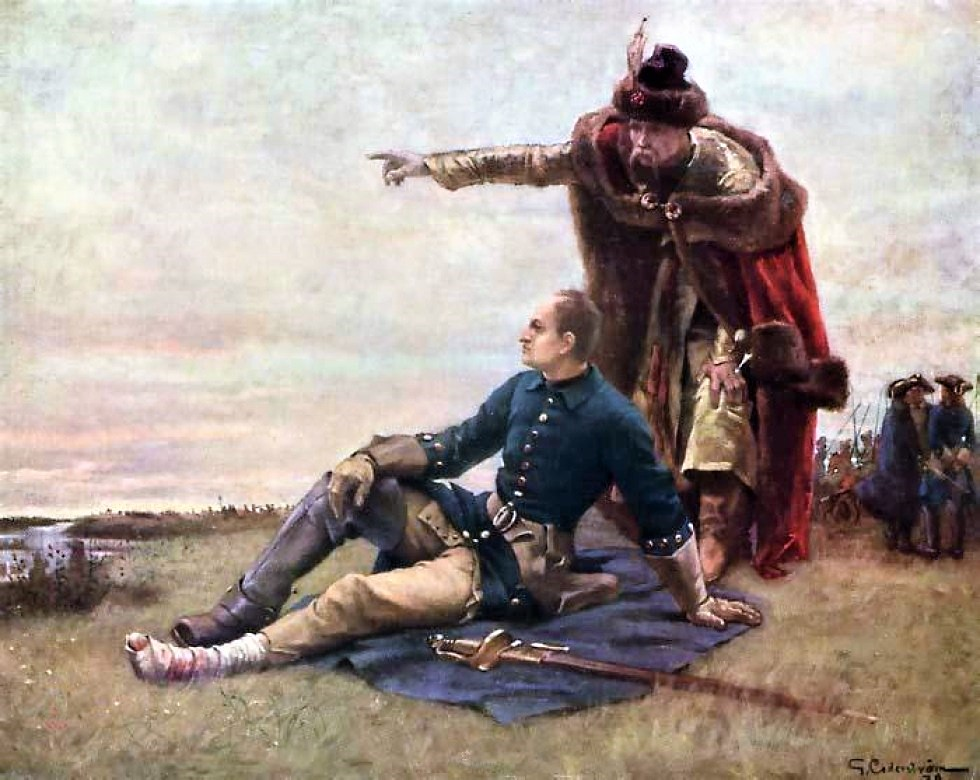
Carles XII i Ivan Mazepa en Riu De Dniéper després de la batalla de Poltava

Els exèrcits suecs i russos passaren la primera part de 1709 maniobrant per obtenir l'avantatge en la gran batalla que s'acostava, i intentant assegurar-se el suport de la població local. Finalment al juny, va tenir lloc la batalla de Poltava. Fou guanyada per Rússia, i posà fi les esperances de Mazepa de transferir Ucraïna al control de Suècia, que en un tractat havia promès la independència a Ucraïna. Mazepa fugí amb Carles XII de Suècia a l'Imperi Otomà, en concret a la fortificació turca de Bendery, on Mazepa aviat morí.

## Llegat històric
La decisió de Mazepa d'abandonar la seva fidelitat a l'Imperi Rus fou considerada traïció pel tsar rus i una violació del Tractat de Pereiàslav. Tanmateix altres sostenen que havia estat la Rússia imperial la que trencà el tractat, perquè fracassà en intentar protegir la pàtria cosaca mentre lluitaven a l'estranger, mentre que els camperols ucraïnesos s'havien queixat de la conducta de tropes de Moscòvia, els cosacs moriren mentre construïen Sant Petersburg i els tsars planejaven desplegar tropes de cosacs ben lluny de la seva pàtria.
La imatge d'un traïdor vergonyós persistí durant la història russa i soviètica. L'Església Ortodoxa Russa l'anatemitzà i l'excommunicà per raons polítiques. Fins al 1869 el seu nom s'afegí, fins i tot, a la llista de traïdors públicament maleïts en les esglésies russes durant el servei ortodox, juntament amb Pugatxov, Razin i Demetri I el Fals. Més endavant, durant el període soviètic, opinar de forma positiva sobre Mazepa era tabú, i es considerava un senyal de "nacionalisme burgès ucraïnès". Durant els anys de la Perestroika, tanmateix, molts treballs històrics abordaren la figura de Mazepa de forma diferent. Després de la independència d'Ucraïna el 1991, Mazepa fou considerat heroi nacional, perquè fou el primer hetman que després del Tractat de Pereyaslav, que prengué una postura contrària al tsar. Aquest punt de vista tanmateix és encara discutit per faccions prorusses. Segons una enquesta d'abril de 2009 feta pel Research & Branding Group, el 30 per cent de la població d'Ucraïna veu Mazepa com "un home que va lluitar per la independència d'Ucraïna", mentre que el 28 per cent el veuen "com un traïdor que es va unir a les files enemigues".
Durant un esdeveniment a Mazepintsi per celebrar el 370è aniversari (20 de març, de 2009) de l'Hetman Mazepa, el president Víktor Iúsxenko feu una crida en favor de l'esvaïment del mite de la presumpta traïció de Mazepa. Segons Iúsxenko l'hetman volia crear una Ucraïna independent i l'arquitectura estigué creixent a Ucraïna durant els anys del govern de Mazepa, "Ucraïna s'estava reanimant com a país de tradicions culturals europees". El mateix dia al voltant de cent persones protestaren a Simferòpol en contra de la celebració del 370è aniversari de Mazepa. Els protestants portaven cartells amb eslògans com: "Mazepa gos, maleït sigues tu i els teus seguidors ideològics"!, "Vergonya eterna per a Judes - Ivaixka Mazepa i els seus seguidors!" i "El futur d'Ucraïna és en aliança amb Rússia". També feien onejar banderes de Rússia, així com retrats del llavors president de Rússia Dmitri Medvédev i el llavors Primer Ministre de Rússia Vladímir Putin, i el tsar Pere I de Rússia.
El retrat de Mazepa apareix en el bitllet de 10 hrívnies (moneda ucraïnesa).
A finals d'agost de 2009 el llavors president ucraïnès Víktor Iúsxenko demanava la continuació de la construcció, aturada, d'un monument d'Ivan Mazepa a Poltava. Un monument a Mazepa s'aixecà a la Plaça Eslava a Kíiv el 2010 per complir un decret d'Iúsxenko.
Després d'investigar la seva genealogia el 2009, el llavors president d'Ucraïna Víktor Iúsxenko no exclogué que la seva família estigues connectada amb la família d'Ivan Mazepa.
L'agost, del 2009 fou inaugurat un monument a l'hetman a la ciutat de Txerníhiv. En una data tan recent com l'abril del 2013, Poltava no tenia un monument a Mazepa, tot i que el monument ja estava completat i al magatzem a Kíiv. Al maig de 2010 els funcionaris de la ciutat de Kíiv van declarar la ciutat estava preparada per establir un monument tan aviat com el Consell de Ministres d'Ucraïna financés aquest projecte. Segons ells la situació era similar a altres monuments no reeixits, com ara el "Monument a la Unificació" i un monument a Pilip Òrlik el 2010, que es va concebre el 2002 i 2003, però encara no s'havia construït el 2010.Al març del 2013 encara no hi havia el monument a Mazepa de Kíiv.

## Llegat cultural

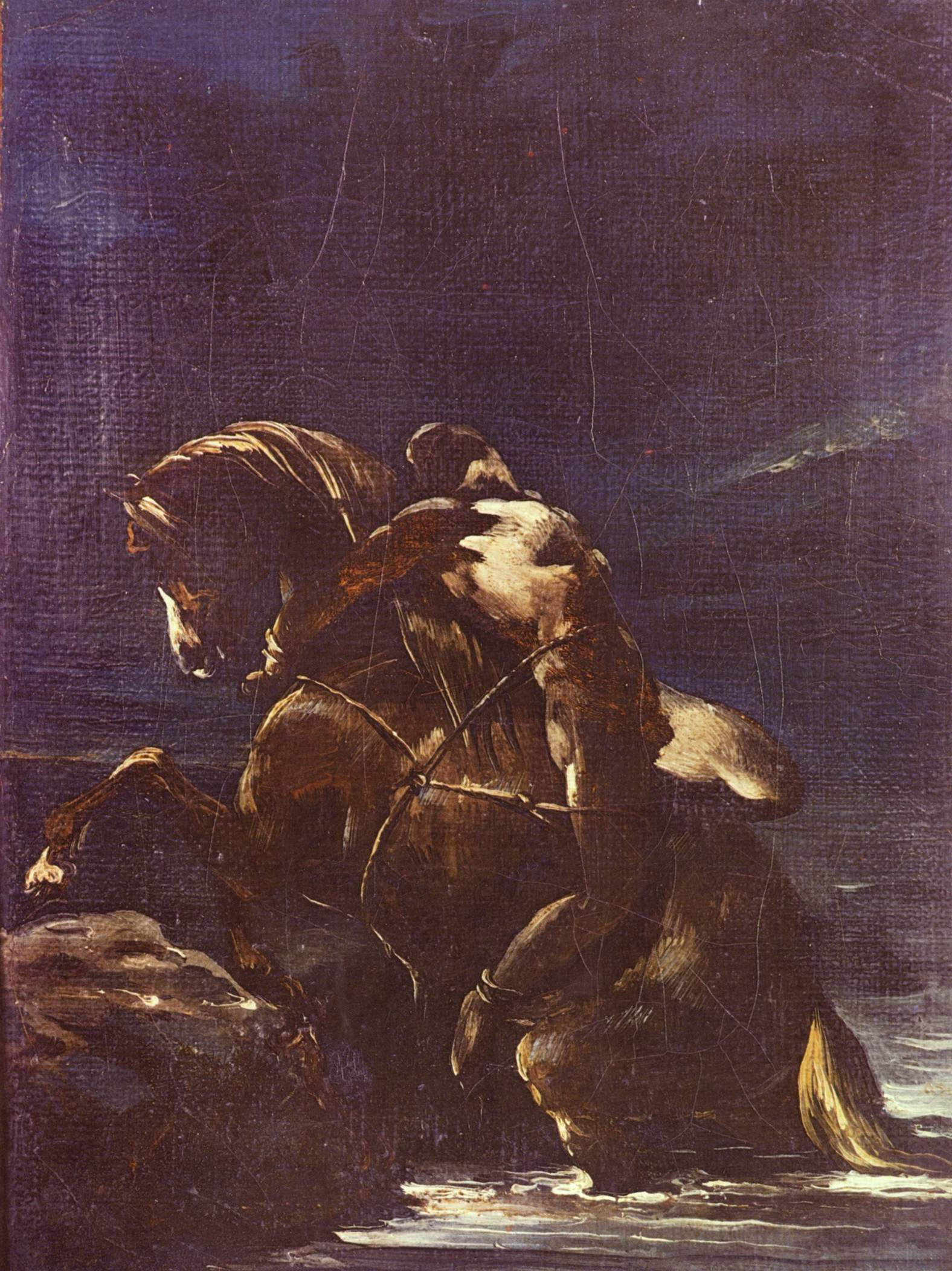
Mazeppa per Théodore Géricault; basat sobre un episodi en el poema de Byron quan el jove Mazeppa és castigat a ser lligat a un cavall salvatge

Els esdeveniments històrics de la vida de Mazepa han inspirat molts treballs literaris i musicals:
- Lord Byron - Mazeppa, poema (1818)
- Aleksandr Puixkin - Poltava, poema (1828–1829)
- Victor Hugo - Mazeppa, poema (1829)
- Juliusz Słowacki - Mazeppa, poema (1840)
- Franz Liszt - Mazepa, poema simfònic.
- Piotr Ilitx Txaikovski - Mazeppa, òpera (1881–1883)
- Michael William Balfe - The Page Cantata. (1861). Interpretada a la Universitat de Manitoba, març 2006.
- Taràs Xevtxenko
- Kondrati Riléiev
- Georges Mathias-Mazeppa, poema simfònic.
- Una pel·lícula en llengua ucraïnesa només basada en fets històrics, anomenada Una oració pel Hetman Mazepa fou estrenada el 2002.[23]